# Nuradin Rustamov
Abu Nuradin Rustamov is een terrorist, een van de belangrijkste leiders van de terroristische organisatie "Islamitische Staat (in Irak en de Levant)". Hij werd door de Turkse regering gezocht op beschuldiging van terrorisme. Hij was een voormalig militair in het Georgische leger.
In april 2025 werd het opgenomen in de lijst FBI Ten Most Wanted Fugitives.

## Biografie
Rustamov is een Georgische staatsburger en heeft bijzonder nauwe banden met terrorist Achmed Chatayev en ISIS-leider Abu Bakr al-Baghdadi. In de zomer van 2017 vertrok Rustamov eerst naar Azerbeidzjan en vervolgens van Azerbeidzjan naar Iran.en uit Iran. Rustamov gebruikte een vals paspoort om illegaal vanuit Iran Turkije binnen te komen. Rustamov heeft zich sindsdien in Istanbul gevestigd en blijft samenwerken met de lokale Islamitische Staat-groep. In november 2018 plaatste de Turkse regering hem op de internationale opsporingslijst wegens terrorisme. Hij vluchtte van Turkije naar Georgië, waarna Abu Nuradin Rustamov werd gearresteerd tijdens een speciale operatie georganiseerd door de CIA en de Staatsveiligheidsdienst van Georgië en het Ministerie van Binnenlandse Zaken (Turkije), vastgehouden in Georgië en vervolgens vrijgelaten.